# 郑州战役
郑州战役是发生在1948年（民国37年）第二次国共内战期间由中国共产党领导的中国人民解放军与国民政府领导的国民革命军在河南郑州发生的一次重要战役，郑州之战是淮海战役的前哨战。

## 背景
1948年济南战役期间，国军因济南、徐州兵力吃紧，于9月下旬将郑州之孙元良兵团东调徐州。郑州遗防由驻安阳、新乡的国军第四十军第106师及第九十九军第268师接替，新乡国军第十二绥靖区司令部亦南移郑州。郑州当时叫郑县，整个县城下辖维新镇、大同镇和德化镇，面积仅有2.4平方公里。
1948年9月24日，济南战役即将结束之际，华东野战军代司令员粟裕致电中共中央军委并上报华东局、中原局，提出发起淮海战役。为吸引孙元良兵团回援，协同华东野战军东线作战，确保淮海战役的顺利进行，10月11日，中央军委电示中原局：“孙元良三个师先将东进，望刘(伯承)、陈(毅)、邓(小平)，即速部署攻击郑徐线，牵制孙兵团。”郑州位于陇海铁路和京汉铁路的交会处，战略地位极为重要。解放军若要将重型武器和大量重辎重军用物资调往淮海战场，铁路是重要的运输方式。在接到电报后，刘伯承、陈毅、邓小平，一、三、四、九、纵队司令员陈赓、陈锡联、杨勇、秦基伟等，在禹县遵照中央军委指示，拟定了攻击郑州的作战计划。10月13日，中央军委即予批准，同意“按照你们所规定的时间，攻击郑州并部署阻援打援”。10月14日，中央军委给中原野战军复电中，对郑州战役的兵力部署提出了具体指示：“中野主力一纵、三纵、四纵、九纵，不日开始攻击郑州，得手后以一部向东，威逼开封，吸引刘汝明全部、孙元良兵团一部西顾。”10月15日，中央军委又电示中原刘、陈、邓：“攻击郑州时机应待邱、孙向北深入再行决定，不可过早;对郑州攻击时，应以有力兵团绕至郑州、中牟之间，从东边向郑州攻击。因国民党军准备放弃郑州，苦口无实，你们一到即可能逃跑。”

## 兵力部署

### 解放军
10月11日至10月15日，毛泽东两次电令中原军区刘伯承、陈毅、邓小平，令其攻击郑州至徐州一线，阻止孙元良兵团东进，消灭孙兵团。中原军区接到毛泽东指示后于10月12日制定了郑州战役作战方案，预计于10月下旬发起郑州战役，计划集中第一、三、四、九共四个纵队及邻近军区部队，由陈赓、谢富治、陈锡联统一指挥，在华北野战军第十四纵队配合下，围歼郑州国军。
18日，中原军区颁发了郑州作战的基本命令。具体部署是：
- 陈锡联指挥第一、三两纵队为东兵团，由郑州城南至东北方向实施突击;
- 陈赓指挥第四、九纵队为西兵团，由郑州城西南至正北方向实施突击;
- 豫西军区第四军分区基干团与九纵队之77团、临汝独立团组成北支队，由张显扬(豫西第四军分区司令员)、唐万成(二十七旅副旅长)指挥，直插平汉路黄河以南，阻击新乡南援之敌，并防郑州的守军向北撤退。
- 豫苏皖军区第1、第5两个分区3个基干团位于开封以东、以西地区，破坏陇海铁路，阻击开封的国军西援，并截击由郑州向东撤退的国军。
- 华北野战军第14纵队在新乡至黄河铁桥间发起攻击，协同作战。
- 2、6两纵队及陕南、江汉、桐柏军区主力，在桐柏地区继续钳制国军黄维、张淦两兵团，防国军北援。[2]

### 国军
郑州守军为第十二绥靖区司令部、第四十军军部一部、第九十九军留守处一部、第268师师部及所属三个团、第106师师部及所属二个团、第39师一个团、第40军搜索营、炮9团1个连、重炮14团1连、工兵第9团一个营、通信兵第4团一个连、团管区司令部、郑州警备司令部以及汜水、荥阳、新郑、郑县四县的保安团等约1万余人。
其兵力部署是：
- 第40军军部位于绥署
- 268师师部及所属三个团位于郑州老城和城周围
- 106师师部及所属一个团位于陇海院、一个团位于古荥镇及南阳寨车站，一个团一个搜索营和两个炮连位于黄河南岸及邙山头。
- 以汜水、荥阳、新郑、郑县四县的保安团驻守郑州至黄河铁桥之间。

## 战役过程
1948年10月18日，中原军区发布了攻取郑州的作战命令。中原军区第一、三、四、九纵队由陈赓、谢富治、陈锡联统一指挥，10月19日夜1、3、4、9纵队及豫西军区4分区部队按照预定计划分别向郑州迅速开进，第4纵队进至城南之郭店地区。
10月21日晚，北支队进至郑州以北之双河桥、苏家屯和薛岗一线，第1纵队进至城东北侧，第3纵队进至城东南之十里堡地区。邓小平和陈毅率领的前线指挥所驻在郑州南十八里河镇一个铁匠铺中。刘伯承、李达则留在宝丰县商酒务镇北张庄村指挥二、六纵队及桐柏、江汉及陕南军区部队，将黄维、张淦两兵团引往桐柏山和大洪山地区。解放军方面计划于10月25日拂晓对郑州发起攻击。
22日，第9纵队主力进至城西北和以西的须水镇、兰寨和大李寨地区，豫皖苏第5军分区部队占领了中牟县城。至此，解放军各路攻城大军完成了对郑州国军的包围。第一纵队于22日5时，攻占祭伯城（郑州东北三公里）。10月22日7时前，九纵队主力进至郑州城西北及以西须水镇、兰寨、大李寨地区。“北支队”已占领双桥，月葛、东司马、薛岗、苏家屯一线阵地，并控制了南阳寨车站。第二十六旅22日2时进抵兰寨、石佛、南流、布袋庄、许庄（均郑州西北十五公里）地区。其先头控制了五龙口及三官庙以北诸要点。第二十七旅（欠第七十九团）22日7时进抵大李寨、西南岗、曹庄、府君庙地区。
22日凌晨6时，第40军发觉解放军主力逼近郑州，唯恐被歼，不敢固守，遂弃城沿公路向西北邙山方向进发，试图在解放军防御工事没有修筑完毕之前，逃到新乡军部。解放军立即调整部署，提前发起郑州战役。向北撤退的国军先头部队在薛岗遭到解放军北支队阻击，无法前进，便急令原驻古荥镇之318团、邙山之115团全力向解放军双河桥、杜岗、阵地突击。国军第268师、第106师主力，沿铁路、公路两侧，向薛岗、固城的解放军阵地猛烈攻击。国军第99军参谋长佘辉庭亲自督阵，试图全力突围。在郑州北设伏的九纵二十六、二十七旅，在纵队司令员秦基伟的指挥下，向北撤退的国军除以三个团向解放军、薛岗、苏家屯一线阵地进攻外，其主力、指挥机关和辎重等全部集中在老鸦陈寨内。当日，解放军军主力从东、南西三面包围了集结在老鸦陈、固城的国军发动攻击，当日将老鸦陈地区的国军全部消灭。 自古荥镇、邙山向南增援的国军，被解放军北支队阻击于杜庄、曹河地区，始终未能前进。当发觉主力被消灭后，立即回撤，进入邙山头凭险固守。解放军第9纵队乘胜追击，将国军合围于邙山头。22日24时，在邓（邓小平）、陈（陈毅）大军进驻郑州大同路东头绥靖公署之时，毛泽东为新华社撰写并发表了《我军解放郑州》的急电：

我中原人民解放军于今日占领郑州。守敌向北面逃窜，被我军包围于郑州以北黄河铁桥以南地区，正歼击中。郑州为平汉、陇海两大铁路的交点，历来为军事重镇。蒋介石因徐州告急，被迫将驻郑兵团孙元良部三个军(国民党军从十月起整编师均改称为军，整编旅均改称师）东调，郑州守兵薄弱，我军一到，拼命奔逃。现郑州东面之中牟县、北面之黄河桥均被我军切断，逃敌将迅速被歼。

23日5时，解放军向邙山头发起总攻，战至20时，全歼邙山头及黄河铁桥守军。同日，华北军区第十四纵队亦消灭了黄河北岸桥头守军。
24日晨，9纵队与14纵队在黄河铁桥上会师。至此，郑州战役以解放军胜利结束。

## 结果
歼灭国軍11270人。国军第268师，第106师师部及1个团又2个营，地方部队4个总队被歼灭。缴获迫击炮19门，60炮38门，小炮29门，重机枪56挺，轻机枪287挺，冲锋枪63支，手枪53支，步枪3715支，枪榴筒148支。
中央军委和毛泽东对解放郑州极为关注，连电嘉勉：“占领郑州堪慰。”“济南、锦州、长春解放以后，郑州又告解放，陇海、平汉两大铁路的枢纽为我掌握，对于整个战局极为有利。特此祝贺。”郑州被解放军攻占，使国民政府失去了中原战场上的战略重镇。而共产党控制的中原与华北解放区则连成一片，为解放军进行淮海战役创造了有利条件，对整个战局向有利于中共的方向顺利发展起了极为重要的作用。